# Islam au Rwanda
L’islam, d'obédience sunnite, fut vraisemblablement introduit au Rwanda par des commerçants musulmans venus de la côte Est de l’Afrique au XXe siècle. Depuis son introduction, l’islam a été minoritaire sur le territoire. Cela d’autant plus que la religion catholique a été introduite au Rwanda pendant la période coloniale, au début du XXe siècle, et qu’elle est actuellement la religion majoritaire du pays.
Pour la première fois de son histoire après le génocide, le Rwanda a accordé à l’islam les mêmes droits et libertés que le christianisme. Des estimations ont évalué le nombre de musulmans en proportion équivalente chez les Hutus et les Tutsis. Mais après les bouleversements du génocide, ces estimations n’ont pas pu être vérifiées, car le gouvernement a supprimé toutes les références ethniques de ses statistiques. D'après le recensement de 2012, les musulmans représentent 2 % de la population.

## Histoire
En comparaison avec d’autres pays d’Afrique de l'Est comme la Tanzanie, le Kenya ou l’Ouganda, l’histoire de l’islam au Rwanda est très récente. Peu de sources écrites sont disponibles sur ses origines, mais on affirme que l’islam est arrivé par des marchands arabes pour la première fois en 1901. D’autres sources affirment que l’islam arriva lorsque les Européens emmenèrent des imams, du personnel administratif et des marchands venant de l’ethnie Swahili de Tanzanie. L’islam aurait aussi été importé par des marchands indiens, qui épousèrent des autochtones. La première mosquée rwandaise a été construite en 1913 ; c'est la mosquée al-Fatah.
Pendant son histoire, beaucoup d’éléments ont entravé l’expansion de l’islam au Rwanda. Parmi eux, le sentiment anti-arabe, et la perception des musulmans comme des étrangers. Pour les missionnaires catholiques, l’islam et le protestantisme étaient des religions concurrentes. Les musulmans ont été également mis en marge de la société du fait qu’ils vivaient dans des zones urbaines, dans un pays où 90 % de la population était rurale. Comme ni les marchands arabes, ni les marchands indiens n'ont cherché à répandre leur foi, l’esprit missionnaire était peu présent dans l’islam local. Il n’y eut que peu de conversions, la plupart parmi les habitants marginalisés des villes : femmes ayant épousé un étranger, enfants illégitimes ou orphelins. Et ces conversions étaient souvent superficielles, motivées surtout par les avantages économiques et sociaux qui allaient avec l’appartenance à une communauté religieuse.
Sous l’administration belge, les musulmans du Rwanda ont été particulièrement marginalisés. Comme ils n’avaient pas de place dans l’Église catholique, qui conservait une grande influence sur l’État, ils étaient souvent exclus de l’éducation ou des postes importants du gouvernement. En conséquence, ils se tournèrent beaucoup dans le petit commerce et le métier de chauffeur. Dans les années 1960, le premier gouvernement de Sebazungu ordonna de brûler le quartier musulman et la mosquée de Rwamagana. À la suite de cela, les musulmans furent terrifiés, et beaucoup fuirent vers des pays voisins. Il semble que l’Église catholique soit liée à ces événements, qui aggravèrent le ressentiment des musulmans envers les chrétiens. Avant le génocide de 1994, les musulmans étaient peu considérés, car ils avaient un statut de marchands, alors que le métier de fermier était plus valorisé. La population de musulmans était de 4 % de rwandais avant le génocide, ce qui est très faible en comparaison avec les pays voisins.

### Génocide des Tutsi au Rwanda
Pendant le génocide des Tutsis, l’islam ne fut pas une cible particulière du génocide. Les musulmans furent capables de se protéger des massacres, de même que de nombreux Tutsis non musulmans. L’endroit le plus sûr à Kigali fut le quartier de Biryogo, où beaucoup de musulmans s’étaient rassemblés. Quand les milices Hutus ont envahi la place, les Hutus musulmans n’ont pas voulu collaborer avec les génocidaires. Les musulmans Hutu disaient qu’ils accordaient plus d’importance à leur religion qu'à leur ethnie, et les musulmans Tutsis furent épargnés. Les musulmans Hutus ne sauvèrent pas que des musulmans Tutsis, mais aussi des milliers de chrétiens Tutsis. Les imams appelèrent publiquement à l’arrêt des massacres, interdisant formellement à leur communauté à participer aux massacres.
Il n’y eut que peu d’incidents quand des mosquées Tutsis furent attaquées. L’exemple le plus connu est celui de la grande mosquée de Nyamirambo, où des centaines de musulmans avaient trouvé refuge. Ils chassèrent les miliciens Hutus avec des pierres et des flèches, opposant une résistance farouche aux soldats de l’Interahamwe. Ce n'est que lorsque les miliciens Hutus attaquèrent avec des armes à feu qu'ils purent entrer dans la mosquée et massacrer les réfugiés. Dans certains cas, les Hutus avaient peur de rechercher les musulmans Tutsis. Ils croyaient que les musulmans et leurs mosquées étaient protégés par une puissante magie musulmane, et la peur des djinns contribua à sauver la vie des Tutsis qui trouvèrent refuge auprès des musulmans. Dans un cas, une mosquée fut incendiée à Cyangugu, mais les attaquants s’enfuirent au lieu de la détruire complètement avec les musulmans qui étaient dedans, car ils pensaient que des djinns étaient dans la mosquée. Dans certains cas, quand un musulman Hutu tombait dans la folie génocidaire, un Tutsi affirma : « si un musulman Hutu essayait de tuer quelqu’un dans notre voisinage, on lui aurait d'abord demandé de prendre un Coran, de le déchirer et de renoncer à sa foi ». Aucun musulman n’osa violer le livre sacré, et cela sauva un grand nombre de Tutsis. Malgré tout, il y a des accusations contre certains musulmans. L’un des cas les plus connus fut celui de Hassan Ngeze (voir l’article Hutu Power), considéré comme l’un des cerveaux de l’idéologie anti-Tutsi et de la propagande : il est l’auteur des dix commandements du Hutu. Un autre musulman, Yussuf Munyakazi, qui se fit passer plus tard pour un imam, fut déclaré coupable de génocide par le TPIR pour son implication dans le meurtre de milliers de Tutsis dans l’Église catholique.

### Après le génocide
Le nombre de musulmans au Rwanda a augmenté après le génocide en raison de la conversion à l’islam d’un grand nombre de rwandais. Une raison possible à cela est que de nombreux musulmans ont protégé des réfugiés, tant Hutus que Tutsis. Certains convertis expliquent leur conversion par le rôle qu’ont joué certains responsables catholiques et protestants dans le génocide. Des observateurs des droits de l'homme ont documenté quelques incidents dans lesquels des clercs chrétiens ont permis à des Tutsis de trouver refuge dans des églises, les protégeant des milices de mort Hutus. Mais il a été également démontré que des clercs Hutus ont encouragé leur fidèles à tuer des Tutsis. Certains Tutsis se sont convertis à l’islam pour leur sécurité, car ils craignaient que les Hutus extrémistes reprennent les massacres, et ils savaient que les musulmans les protégeraient. Beaucoup de Hutu se sont aussi convertis dans un souci de “ purification ”. Beaucoup de Hutus voulaient abandonner leur passé violent, et ne plus avoir de sang sur les mains. Il y a aussi quelques cas de Hutus qui ont cherché à se convertir à l’islam pour être cachés dans la communauté musulmane et éviter ainsi d’être poursuivis en justice.
Le taux de conversion diminua après 1997. Selon un mufti du Rwanda, la communauté musulmane n’a pas connu d'augmentation de conversion en 2002. Le christianisme reste la religion majeure du pays. Le catholicisme, arrivé au début du XXe siècle avec l’Ordre des Pères Blancs, est profondément enraciné dans la culture. D'après le recensement de 2012, les musulmans représentent 2 % de la population.

## Actuellement
Les musulmans rwandais sont beaucoup impliqués dans le djihad (non pas le djihad médiatisé, mais le grand djihad quand un musulman prône la paix et sa religion), compris comme un djihad intérieur. Beaucoup de musulmans rwandais sont impliqués dans des efforts pour apaiser les tensions ethniques après le génocide, et des groupes de musulmans tendent la main aux laissés pour compte, par exemple en formant des groupes de femmes pour aider à l’éducation et au soin des enfants. Les gouvernements occidentaux se sont préoccupés de l’importance croissante de l’islam, et certains gouvernements se sont dits préoccupés que des mosquées soient financées par l’Arabie saoudite. Pourtant, il ne semble pas y avoir d’influence missionnaire. La fête religieuse musulmane Aïd el-Fitr est reconnue comme l’une des quatre fêtes religieuses officielles par le gouvernement, avec Noël, la Toussaint, et l’Assomption. Les musulmans mettent aussi en place des écoles islamiques privées. En 2003, l’ambassade américaine supervisa la rénovation de l’école islamique de Kigali.
Les ambassadeurs rencontrent aussi les chefs musulmans, de même que ceux des Églises catholique, anglicane, adventiste du septième jour, et des Témoins de Jéhovah, pour des discussions inter-religieuses. Le Rwanda a un parti politique religieux musulman, le Parti Démocratique islamique( PDI), avec des membres non-musulmans. Ce parti changea de nom depuis que la constitution interdit que les partis politiques soient fondés sur des bases religieuses ; il s’appelle maintenant le Parti Démocratique Idéal.